# Hemipeplus argentinus
Hemipeplus argentinus är en skalbaggsart som beskrevs av Darren A. Pollock 1999. Hemipeplus argentinus ingår i släktet Hemipeplus och familjen Mycteridae. Inga underarter finns listade i Catalogue of Life.